# 北宋开国战争
北宋开国战争，是宋朝建立后，对五代十国剩余的政权武平、后蜀、南汉、南唐及北汉的战争。

## 过程

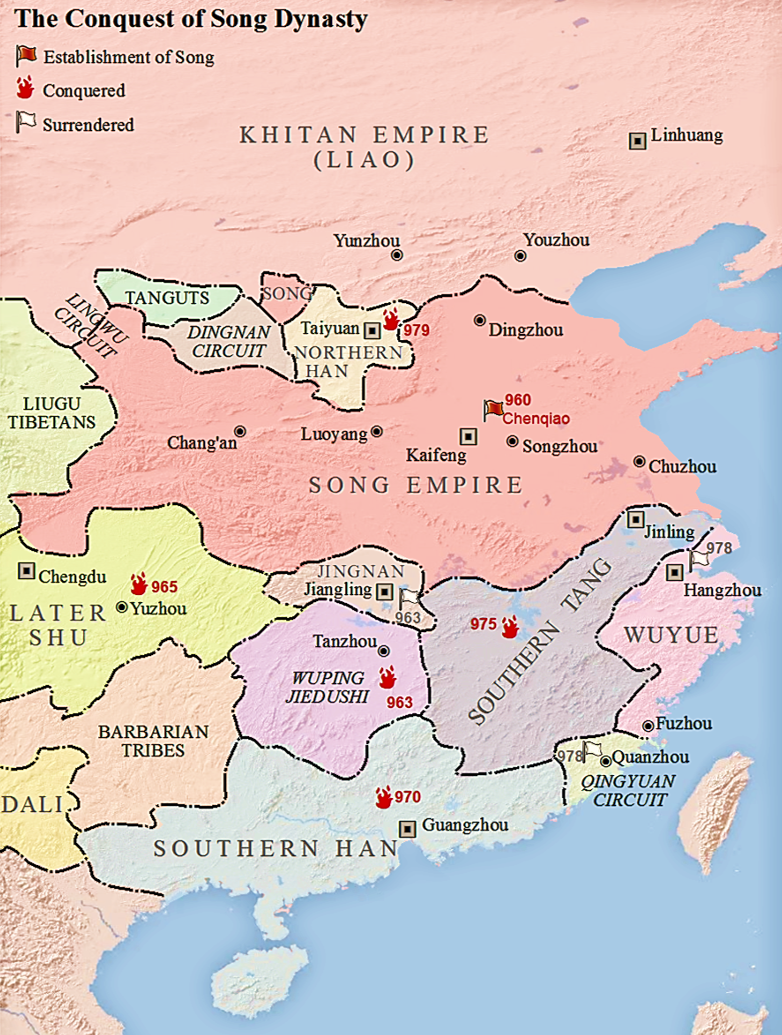
北宋开国战争形势图

963年，慕容延钊、李处耘以平定实际统治湖南的武平军的内乱为由出兵，大军途经荆南，迫使荆南节度使高继冲投降归顺，武平军随后也被宋军所灭。965年，王全斌率军平定后蜀。968年，宋太祖率军征讨北汉，然未能成功。970年，潘美率军平定南汉。975年，在吴越国出兵协助下，曹彬、潘美率军平定南唐（南唐有余部战斗到976年）。宋太祖去世后，978年，平海军、吴越先后被迫投降北宋。至979年宋太宗率军平定北汉，至此中原地区基本统一。
不过，宋朝未能完全繼承唐朝疆域，二次讨伐辽国失败，燕云十六州和辽西、辽东还在契丹手中。党项李继迁及其后代后来控制了夏州、灵州、河西走廊，建立了西夏。交州建立的交趾国，也只是成为宋朝的藩属国，标志越南正式從中國本土独立出去 。

## 重要战役
- 荆湖之战 963年
- 宋灭后蜀之战 964年 
  - 夔州之战 964年
  - 剑门之战 965年
- 宋灭南汉之战 970年 
  - 韶州之战 970年
- 宋灭南唐之战 974年 
  - 采石之战 974年
  - 秦淮河之战 975年
  - 皖口之战 975年
- 宋灭北汉之战 979年

## 评价
北宋开国战争从公元963年到979年，经过16年的战争，结束了自安史之乱以来的藩镇割据和五代十国的局面。
北宋统一战争能取得胜利，一是先南后北战略方略符合当时南弱北强的情势，二是运用各个击破的策略比较成功。

## 关联条目
- 藩镇割据
- 五代十国